# Hylaeus primulipictus
Hylaeus primulipictus är en biart som först beskrevs av Cockerell 1905.  Hylaeus primulipictus ingår i släktet citronbin, och familjen korttungebin. Inga underarter finns listade i Catalogue of Life.

## Bildgalleri

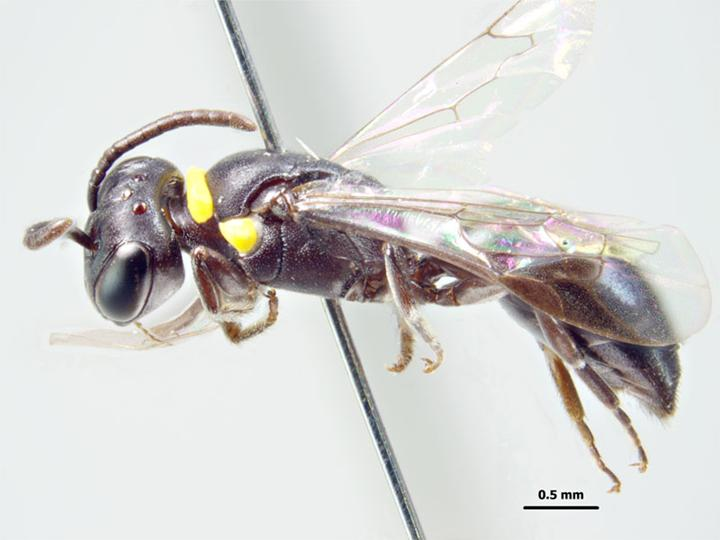
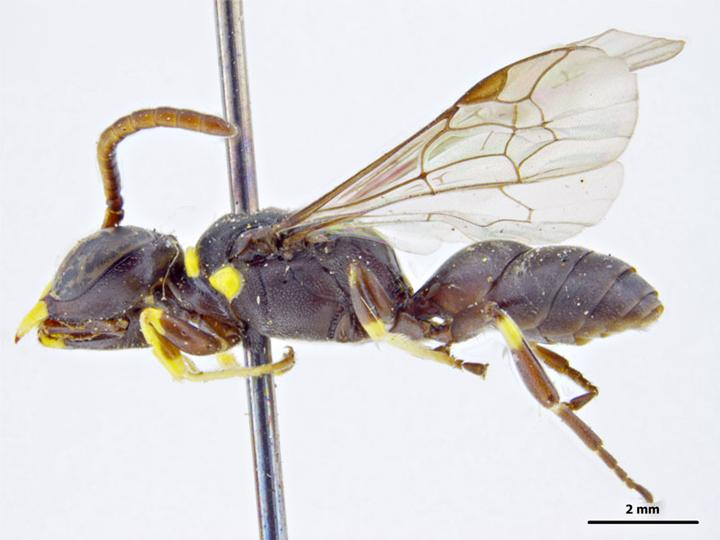